# Momodou Ceesay
Momodou Ceesay (Banjul, 24 dicembre 1988) è un ex calciatore gambiano, di ruolo attaccante.

## Carriera

### Club
Dopo aver militato in diversi club, tra cui anche il Chelsea, nel 2010 viene acquistato dallo Žilina. Il 17 e il 25 agosto 2010 segna in entrambe le partite di qualificazione alla fase a gironi.

### Nazionale
Ha giocato nella nazionale gambiana Under-17.
Tra il 2010 ed il 2015 ha totalizzato complessivamente 16 presenze e 6 reti con la nazionale maggiore.

## Palmarès

### Club

#### Competizioni nazionali
- Coppa di Slovacchia: 1

Žilina: 2011-2012